# Marine Corps Base Camp Pendleton
Marine Corps Base Camp Pendleton, spesso abbreviata Camp Pendleton, è la principale base del Corpo dei Marines situata sulla West Coast degli Stati Uniti d'America e tra le più grandi della sua categoria nella nazione. Camp Pendleton si affaccia sulla costa della California meridionale, nella contea di San Diego e confina con Oceanside a sud, San Clemente, la contea di Orange a nord, la contea di Riverside a nord-est e Fallbrook a est.

## Storia
Camp Pendleton venne fondata nel 1942 per addestrare i marine statunitensi che dovevano prestare servizio nella seconda guerra mondiale e prende il nome dal generale Joseph Henry Pendleton (1860–1942), che da tempo desiderava inaugurare una base di addestramento per i Marine sulla Costa occidentale americana. Nell'ottobre 1944 Camp Pendleton fu dichiarata "installazione permanente" e nel 1946 divenne la sede della 1st Marine Division. Oggi Camp Pendleton è sede di molte unità della Fleet Marine Force, tra cui la I Marine Expeditionary Force e vari comandi di addestramento.